# Coll del Toron
El Coll de Toron és una collada situada a 914,6 m alt en el terme comunal de Sant Llorenç de Cerdans, a la comarca del Vallespir (Catalunya del Nord). Està situat en el sud del terme, prop del límit amb Costoja, en una zona boscosa de la zona de llevant del Bosc de la Vila. És al nord-oest i al capdamunt de la partida del Toron.